# 데니스 다셀

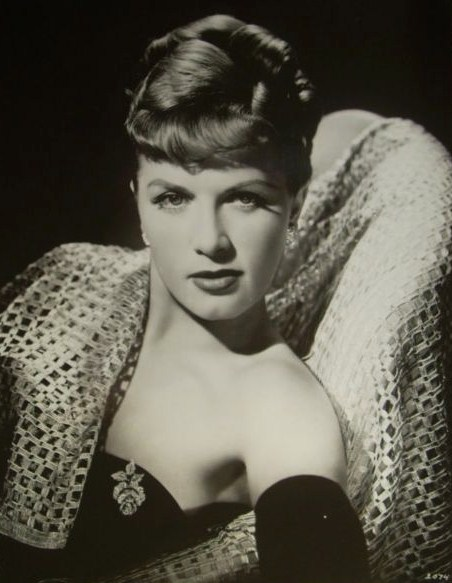

데니스 다셀(Denise Darcel, 1924년 9월 8일 ~ 2011년 12월 23일)은 프랑스의 배우, 가수, 텔레비전 배우, 연극 배우, 영화배우이다.
파리 8구에서 태어났으며 로스앤젤레스에서 사망하였다. 사인은 동맥류이다.

## 영화
- 베라 크루스 (1954년)
- 덴저러스 웬 웻 (1953년)
- 타잔과 노예 소녀 (1950년)
- 배틀그라운드 (1949년)
- 투 더 빅터 (1948년)